# リーチャー シーズン3
リー・チャイルドの小説シリーズを基にしたアメリカのアクション犯罪テレビドラマ『ジャック・リーチャー -正義のアウトロー-』のシーズン3は、2025年2月20日にAmazon Prime Videoで公開された。
『宿敵』（2003年）に基づくこのシーズンには、アラン・リッチソン、マリア・ステン、ソーニャ・キャシディ、ジョニー・バーチトールド、ロベルト・モンテイノス、オリヴィエ・リヒタース、ブライアン・ティー、アンソニー・マイケル・ホールが出演した。
この物語は、アメリカ陸軍憲兵隊の元少佐、リーチャーが麻薬密輸容疑者のザカリー・ベックを逮捕するため、DEA（麻薬取締局）に協力することに同意し、ベックの息子リチャードのボディガードとして潜入捜査を行うところから始まる。捜査中、リーチャーは軍隊時代の過去の敵と遭遇し、復讐心と任務遂行への欲求の間で葛藤する。
2024年10月、シーズン3の公開に先立ち、シーズン4が制作中であることが確認された。その後、シーズン4の撮影が2025年の夏に開始されることが明らかにされた。

## エピソード
| 通算 話数 | シーズン 話数 | タイトル                                              | 監督               | 脚本                              | 放送日        |
| --- | ------------- | ----------------------------------------------------- | ------------------ | --------------------------------- | ------------- |
| 17 | 1             | "潜入" "Persuader"                                    | サム・ヒル         | スコット・サリヴァン              | 2025年2月20日 |
| メイン州では、リーチャーは誘拐犯を撃って、誘拐されそうになった若い男性を救出する。リーチャーが誤って警官を撃ってしまい、警察による追跡が始まる。リチャード・ベックという名のその男は、リーチャーに、以前誰かが彼を誘拐したこと、そして彼の耳が切断されて彼の父親が身代金を支払ったことを明かす。リチャードはリーチャーを家に連れて帰り、父親のザカリー・ベックに会わせる。リーチャーは、息子を救ってもらったことを感謝するがリーチャーに疑念を抱いているザカリーと面会する。ザカリーはリーチャーにロシアンルーレットをプレイすれば仕事を与えると申し出、リーチャーはそれに従う。リーチャーは、ザカリー所有の車から降りてくるのをリーチャーが目撃したかつての宿敵、フランシス・ゼイヴィア・クイン中佐に対処するを手伝うことを見返りに行方不明になった潜入捜査官テレサ・ダニエルズを見つけるためにリーチャーを雇ったDEA捜査官スーザン・ダフィのために潜入捜査を行っている。リーチャーを潜入させるために、彼らはリチャードの誘拐をでっちあげ、誘拐犯役と警官役はダフィと行動をともにするDEA捜査官（スティーヴン・エリオットとギレルモ・ビラヌエバ）だった。リーチャーは、夜間にガレージに忍び込み、そこにテレサがいたことをダフィに知らせる。                                                                                    |               |                                                       |                    |                                   |               |
| 18 | 2             | "輸送" "Truckin'"                                     | サム・ヒル         | ペニー・コックス                  | 2025年2月20日 |
| リーチャーからテレサが危険に晒されていると知らされたダフィは、監禁中のリチャードのボディガードを殴り倒してテレサについての計画を聞き出そうとするが、ボディガードは知らないと主張する。リーチャーは、ザカリーのヘッドガードのチャップマン・デュークに誘拐の際にハイジャックされた車を調べるように命じられる前に、大柄なボディガードのポーリーと小競り合いをする。リーチャーはダフィに電話をかけ、誘拐の筋書きに支障が出るかもしれないと伝え、ダフィは自動車置き場に向かい一台の車を回収する。ザカリーの仲間の一人、エンジェル・ドールはボディガードの車に気づくが、ダフィがナンバープレートを交換していたことには気づかない。デュークはリーチャーにトラックでコネチカット州ニューロンドンへ向かうよう命じる。リーチャーはニーグリーに連絡し、彼の同僚たちを捜査するよう依頼する。リーチャーはダフィーと会い、トレーラーに麻薬やテレサの遺体がないか調べるが、見つかったのはカーペットだけだった。メイン州に戻ると、ドールはリーチャーにヤードでの行動と誘拐事件について尋問する。ドールがデュークに疑惑を告げようとした時、リーチャーは彼を殺害する。 |               |                                                       |                    |                                   |               |
| 19 | 3             | "組織のナンバー2" "Number 2 with a Bullet"            | ゲイリー・フレダー | ケイト・ダフィ                    | 2025年2月20日 |
| ニューロンドンから戻った後、リーチャーはドールからのメッセージでザカリーと会う。リーチャーは、仲間が裏切ろうとしているので殺すべきだとザカリーに信じ込ませようとするが、ザカリーは耳を貸さない。その後、リーチャーはダフィにドールを殺した倉庫に戻るための車を用意していると告げる。リーチャーが待ち合わせ場所に到着すると、ダフィはテレサを探しに一緒に行くと言いはり、リーチャーは渋々同意する。倉庫でリーチャーとダフィがテレサを探しつつドールの遺体を片付けていると2人の男が現れ、リーチャーとダフィは彼らを殺害する。ダフィはドールのノートパソコンを預かる。翌日、リーチャーはリチャードと一緒に町に行かなければならない。リーチャーはチンピラから彼を守り、リチャードはザカリーの上司であるジュリアス・マッケイブが彼と彼の父親を脅迫していたことを告げる。リーチャーは帰宅後、デュークとザカリーと共に、誘拐犯の隠れ場所とされる小屋（実際にはDEAの隠れ家）へと向かう。リーチャーはその隙をついてデュークを殺害し、銃撃戦を装って家を爆破する。車の中でザカリーを味方につけ、デュークのナンバー2となる。 |               |                                                       |                    |                                   |               |
| 20 | 4             | "ドミニク" "Dominique"                                | サム・ヒル         | リリアン・ワン                    | 2025年2月27日 |
| リーチャーはザカリーの信頼を得た後で、ダフィの家に向かう。リーチャーは、捜査官が撮影した写真からジュリアス・マッケイブが死亡したと思われていたゼイヴィア・クインであることに気づく。この事実が明らかになった後、リーチャーはダフィにローランド・ゴロウスキーに関わる事件の捜査を依頼されたドミニク・コールという新たなパートナーの話を語る。最終的に彼らはゴロウスキーに、自分がクインのために働いていることを白状させ、国家機密を売っていたのは、クインに家族を脅されていたからであった。リーチャーとコールは、アンソニー・フラスコーニ（トニー）とともに、クインの買い手の一人であるシリア人ビジネスマン、サフアン・カシムを捕え、クイン逮捕に協力ささせる。クインを起訴する証拠を得るために、リーチャーはコールによるクイン逮捕を許可する。しかし、クインがコールを誘拐し、リーチャーの指揮官レオン・ガーバーがそのことをリーチャーに知らせる。リーチャーはコールを探す中で、ある家でフラスコーニの遺体を発見し、その後、納屋でクインに惨殺されて血まみれで吊るされているコールの遺体を発見する。リーチャーはクインを見つけ、報復として銃撃し、殺害したと見なされていた。現在に戻ると、ザカリーはリーチャーをドールのノートパソコンとダフィーのいる工場へ送り込む。リーチャーが工場へ向かうと、クインの部下3人が到着する。 |               |                                                       |                    |                                   |               |
| 21 | 5             | "奇策" "Smackdown"                                    | サム・ヒル         | マイケル・J・グティエレス         | 2025年3月6日  |
| ダフィと連絡が取れないリーチャーは、エリオットに会社に電話をかけるように電話で話す。エリオットが電話をかけると、クインの部下とダフィ、ビジャヌエバとの間で銃撃戦が勃発しており、リーチャーはダフィとビジャヌエバの脱出を手助けする。小屋では、捕えられていたボディガードがエリオットを殺害して脱出する。連邦捜査官が自分たちを探っていることを知ったクインの部下たちは家に侵入する。ダフィはエリオットが死亡し、ボディガードが逃げ出したのを発見し、リーチャーに電話をしてそのことを伝え、家から連れ出そうとするが、リーチャーはビジャヌエバを巻き込んだ計画を練る。ダフィが電源を切り、リーチャーはビジャヌエバを囮にしてボディガードを殺害する。家に戻ると、ザカリーがメイドのアネットがATFの潜入捜査官で、ポーリーが誤って彼女を殺してしまったことを告げる。リーチャーはダフィに複数の連邦捜査官が探っており、クインが麻薬だけではなく銃器も扱っていると告げる。翌朝、ザカリーはリーチャーに工場に行かなければならないと告げる。リーチャーとザカリーはクインと会うために到着する。 |               |                                                       |                    |                                   |               |
| 22 | 6             | "スモーク・オン・ザ・ウォーター" "Smoke on the Water" | サム・ヒル         | スコット・サリヴァン              | 2025年3月13日 |
| クインはザカリーと会い、ザカリーが気づかずにATFのモグラを潜入させていると非難する。リーチャーによって引き起こされた逆行性健忘のため、クインには彼の記憶がなく、偽名のマッケイブを使って自己紹介する。クインはロシアン・マフィアと会い、リーチャーはクインが危険に晒されていることに気づく。その後、リーチャーはリチャードとともに車で町に向かい、ダフィと会ってバッジを返し、リーチャーとダフィはキスし、リチャードはリーチャーがモグラだと気づく。クインは、ニーグリーを含む自分を調べている全員を殺すために部下を送り込み、ニーグリーが返り討ちにしてリーチャーに告げる。クインはザカリーの家を訪れ、自分に対するアメリカ陸軍の捜査について問い詰め、ザカリーはその部隊がリーチャーの部隊だったと告げる。クインはポーリーにリーチャーを殺させようとするが、リーチャーは脱出し、追跡劇が始まる。リーチャーはポーリー以外の森にいた男全員を殺し、コインランドリーに逃げ込む。クインはザカリーを罰するため、リチャードにロシアンルーレットをさせ、ポーリーにザカリーの耳を切り落とさせる。リーチャーとダフィーはポート・ローマでテレサを探すが、ザカリーの警備チームの一員であるハーリーは、リーチャーの逃亡後、クインがすべてを変えたと主張する。彼らはハーリーを殺害し、ロサンゼルスへ向かう。                               |               |                                                       |                    |                                   |               |
| 23 | 7             | "ロサンゼルスへ" "L.A. Story"                         | サム・ヒル         | ペニー・コックス & ケイト・ダフィ | 2025年3月20日 |
| ニーグリーは、襲撃犯を雇った男、コストポロスを尋問する、コストポロスは、クインが事業に失敗して一家を殺害し、ベック一家にも同じことをしようとしていると告げる。リーチャーとダフィはロサンゼルスで、以前、リーチャーのもとへ行く前に逮捕しようとしていた人物で、その後性交していたザカリーの手下である麻薬ディーラー、ダリアン・プラドを追跡する。リーチャーとダフィはクラブでダリアンを捕まえ、協力するように脅迫する。彼はザカリーに会うよう電話するが、リーチャーとダフィが彼を裏切る。ザカリーはリーチャーの命令でニーグリーと会い、自分と息子が危険にさらされていることを伝える。クインは捕らえられたテレサを訪ねる。リーチャーとチームは、武器がイエメンのバイヤーに売られており、アメリカでテロ行為が実行されようとしていることを突き止める。ザカリーはリチャードの過ちを謝罪し、どんな犠牲を払ってでも彼を守ると誓う。ザカリーはリーチャーに、やり取りの日時と場所を伝える。ダフィとビジャヌエバはATFを巻き込むが、リーチャーは乗り気ではない。ニーグリーとの電話で、リーチャーはやり取りが実際にはザカリーの家で行われており、彼らが今いる場所は罠だと知る。 |               |                                                       |                    |                                   |               |
| 24 | 8             | "決着の時" "Unfinished Business"                      | サム・ヒル         | スコット・サリヴァン              | 2025年3月27日 |
| クインの手下たちはATFチームを待ち伏せして全員排除するが、リーチャー、ダフィ、ビジャヌエバが彼らを倒してザカリーを救出し、運転手が彼らを家に忍び込ませる。激しく残忍な格闘の後、ポーリーはリーチャーが改造したLMGを発砲し死亡する。ダフィは買い手からテレサを救い出し、ビジャヌエバはリチャードを見つける。リーチャーがクインの手下を殺害すると、クインは買い手たちを殺害し、金とリチャードを人質にする。ザカリーがクインに立ちはだかり、ザカリーはおもちゃの銃をクインに突きつけるが、銃が故障するとクインはザカリーを殺し、金を持って立ち去る。クインは家の外でロシアのギャング、タクタロフとその部下たちに遭遇する。リーチャーとニーグリーはタクタロフにクインと引き換えに金を申し出、タクタロフはそれを受け入れる。リーチャーはクインを処刑する前に、コールのことを思い出させる。その後、リーチャーはニーグリーとダフィに別れを告げ、リチャードは父親の残金を持って姿を消し、ダフィはDEAを辞める前にテレサを祖母の元に返し、彼女とビジャヌエバはエリオットの両親に敬意を表し、ビジャヌエバは妻と再会し、リーチャーはバイクで走り去る。 |               |                                                       |                    |                                   |               |

## 登場人物と配役

### メイン
ジャック・リーチャー
アラン・リッチソン（杉村憲司）
フランセス・ニーグリー
マリア・ステン（小澤みなみ）
スーザン・ダフィ
ソーニャ・キャシディ（ツノダ順子）
DEA捜査官
リチャード・ベック
ジョニー・バーチトールド（粕谷大介）
ザカリーの息子
ギレルモ・ビラヌエエバ
ロベルト・モンテイノス（玉井直樹）
ポール・ヴァン・ホーヴェン（ポーリー）
オリヴィエ・リヒタース（藤原聖侑）
フランシス・ゼイヴィア・クイン/ジュリアス・マッケイブ
ブライアン・ティー
ザカリー・ベック
アンソニー・マイケル・ホール（藤井隼）

### リカーリング
スティーヴン・エリオット
ダニエル・デビッド・スチュアート（伊藤有希）
ジョン・クーパー
ロニー・ロウ・ジュニア（斉藤隼一）
アネット
ケイトリン・マクナーニー
アグネス
ヘレン・テイラー

### ゲスト
チャップマン・デューク
ドナルド・セールス（山橋正臣）
テレサ・ダニエルズ
ストーム・スティーンソン
パウエル准尉
オーウェン・ロス
ダリエン・プラド
グレッグ・ブリック
エンジェル・ドール
マニュエル・ロドリゲス＝サエンス
ハーリー
ブレンダン・フレッチャー
クインの手下
ドミニク・コール軍曹
マライア・ロビンソン
レオン・ガーバー将軍
アンドレアス・アペルギス
アンソニー・フランスコーニ兵士（トニー）
ロバート・バゾッキ
サフワン・カシム
ファルハン・ガジャール
タクタロフ
アレクス・ポーノヴィッチ
危険なロシアマフィアのボス
ナッサー
アノーシャ・アラミアン
コストポロス
マイケル・ローデス
ダニエルズ夫人
ニッキー・グァダーニ
テレサの祖母

## 製作

### 企画
2023年12月2日、シーズン2の公開に先立ち、シーズン3の撮影が始まっていることが明らかにされた。

### キャスティング
2024年2月8日に、アンソニー・マイケル・ホールとソーニャ・キャシディがシーズン3のレギュラーとしてキャスティングされた。2024年3月６日、ブライアン・ティー、ジョニー・バーチトールド、ロベルト・モンテシノスがシーズン3のレギュラーとして、ダニエル・デビッド・スチュアートがリカーリングロールとしてキャスティングされた。2024年5月、「オランダの巨人」として知られるボディビルダーのオリヴィエ・リヒタースが、「潜入」の第2の敵役、ポーリー役に抜擢された。

### 撮影
シーズン3の撮影は、2023年7月から11月にかけて行われた。ミルブルック、ブラントフォード、ダウンタウン・セントジョンズなど、カナダのさまざまな地域がロケ地として使用された。

## 公開
シーズン3の最初の3エピソードは2025年2月20日に公開され、残りのエピソードは2025年3月27日まで毎週公開された。